# Erith
Erith est un district du borough londonien de Bexley dans le sud-est de Londres, le long de la rive sud de la Tamise.
Avant la création du Grand Londres en 1965, Erith faisait partie du comté traditionnel du Kent. Elle se compose par ailleurs principalement de logements de banlieue.
Erith est reliée au centre de Londres et au Kent par le chemin de fer et à Thamesmead par une voie rapide. Elle possède la plus longue jetée de Londres et conserve un environnement côtier avec des marais salants à côté de terres industrielles.

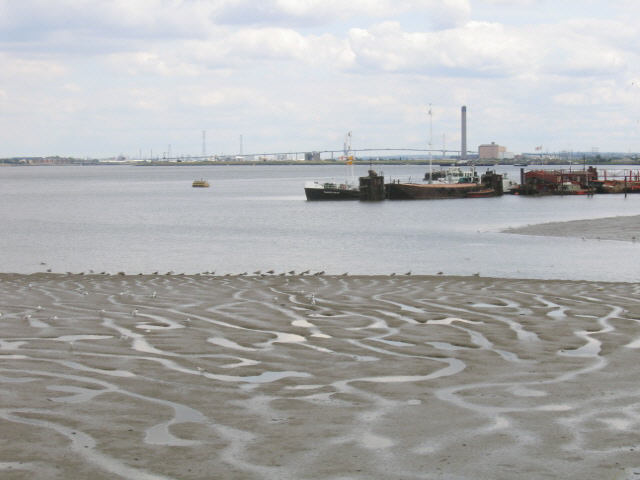
La rive à Erith avec le pont du passage de Dartford au loin.
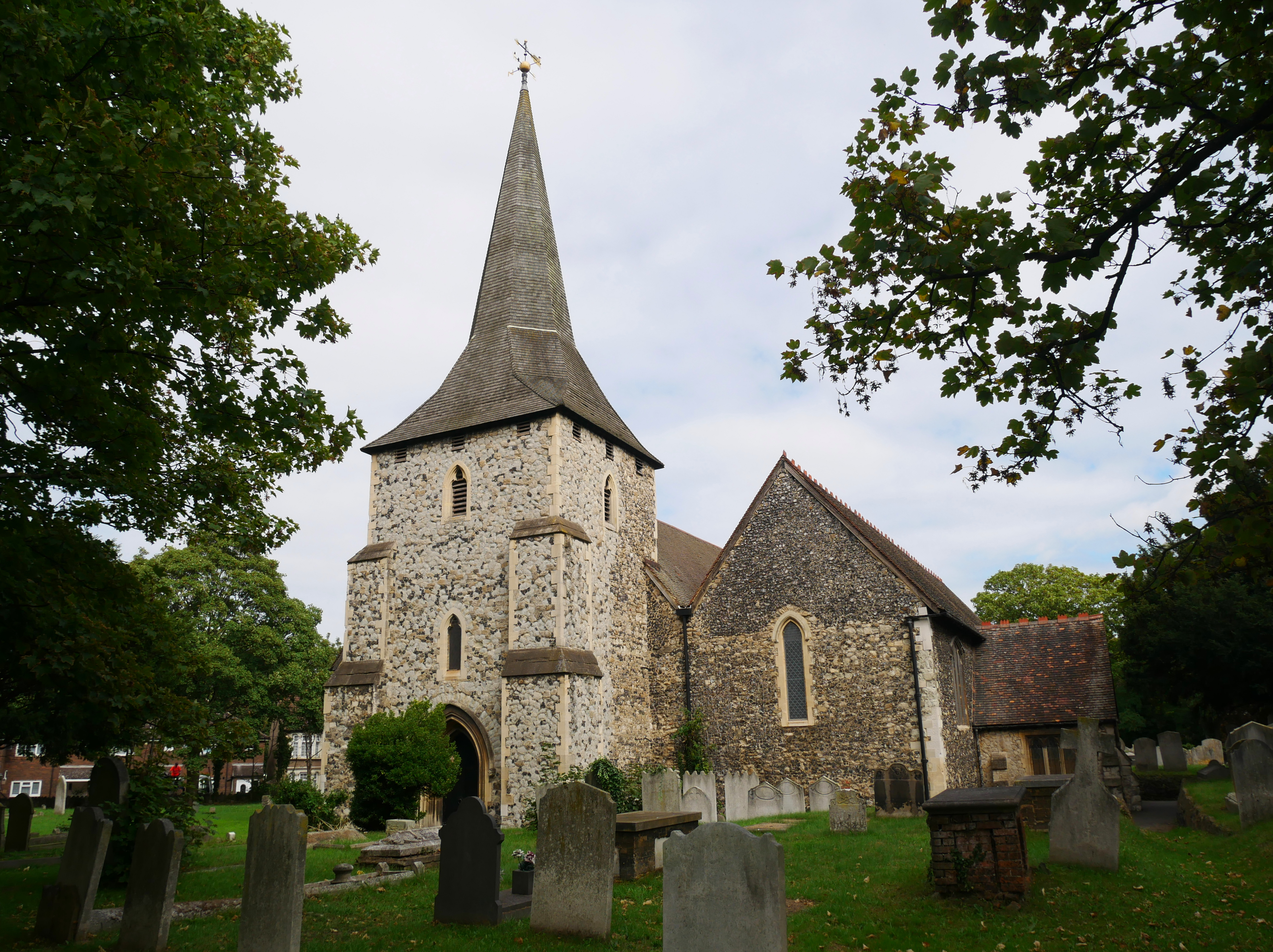
L'église médievale.
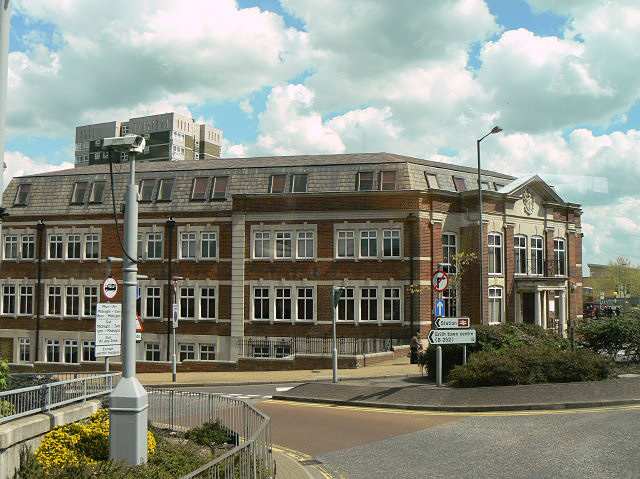
La mairie.
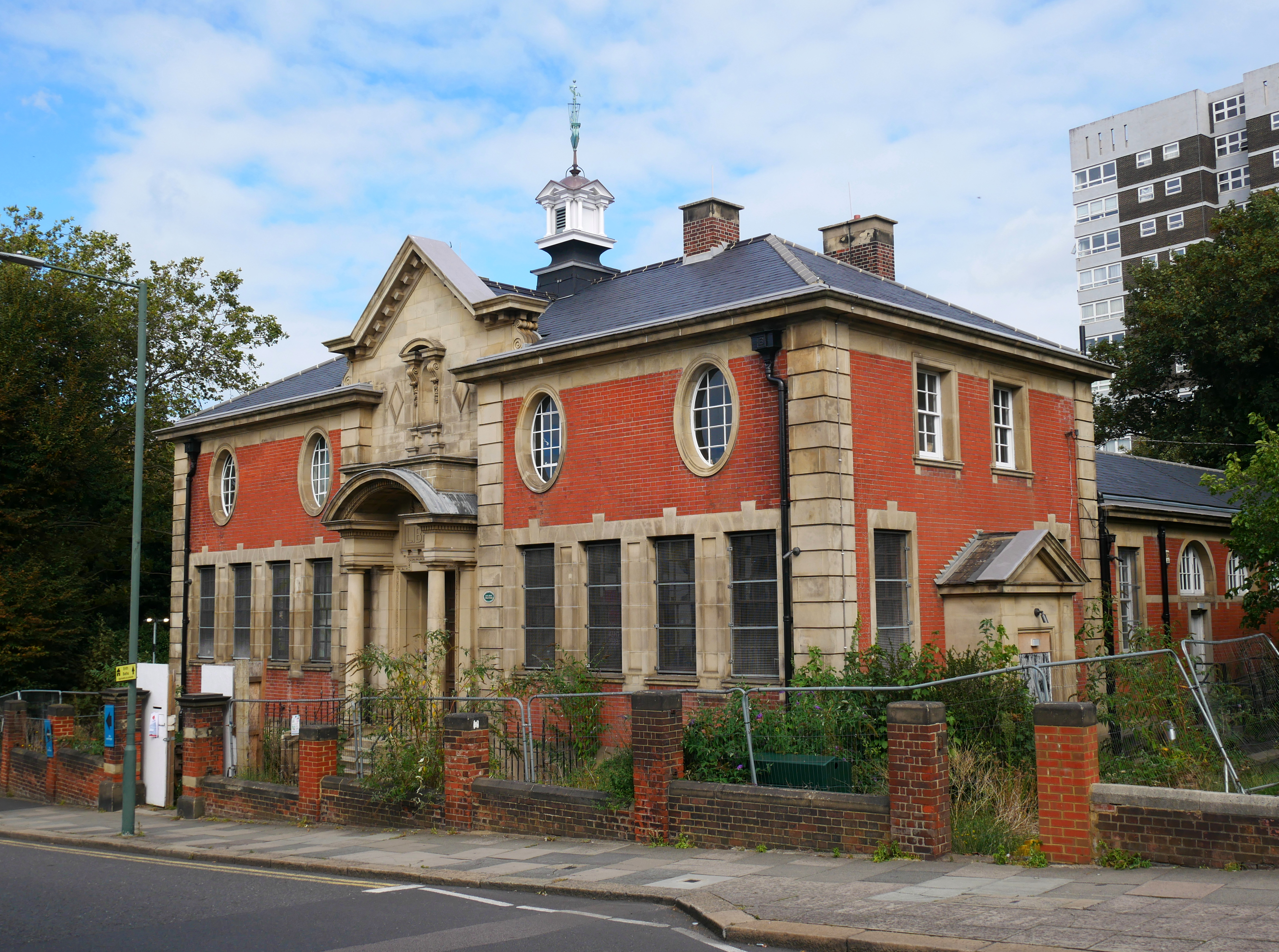
L'ancienne bibliothèque, bâtiment classé.
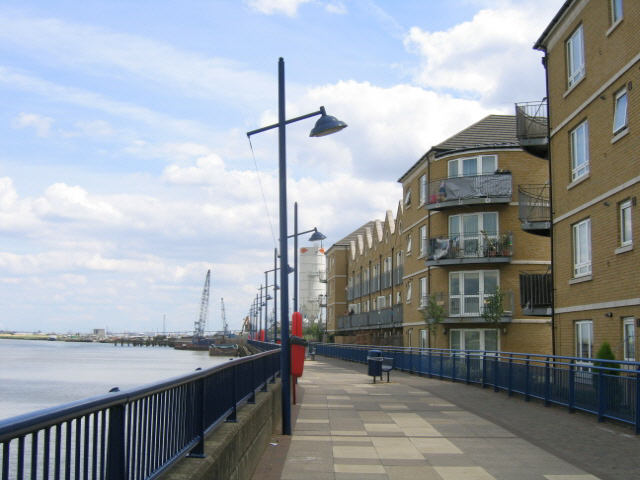
Logements à Erith.